# Aparecida do Rio Doce
Aparecida do Rio Doce là một đô thị ở bang Goiás. Dân số đô thị này năm 2004 ước khoảng 2.668 người. Đô thị này có cự ly 290 km so với Goiânia